# Campeonato Goiano Segunda Divisão 2020
In 2020 werd het 49ste Campeonato Goiano Segunda Divisão gespeeld voor clubs uit de Braziliaanse staat Goiás. De competitie werd georganiseerd door de FGF en werd gespeeld van 25 oktober tot 28 november. Er werd een afgeslankt toernooi gespeeld door de coronacrisis in Brazilië. Aparecida, Goiatuba, Morrinhos en Novo Horizonte trokken zich terug en mochten hun plaats het volgende seizoen wel weer innemen. 

## Eindstand
| Plaats | Club      | Wed. | W | G | V | Saldo | Ptn. |
| ------ | --------- | ---- | - | - | - | ----- | ---- |
| 1.     | Jataiense | 6    | 4 | 2 | 0 | 8:2   | 14   |
| 2.     | Itumbiara | 6    | 3 | 1 | 2 | 9:4   | 10   |
| 3.     | Inhumas   | 6    | 2 | 3 | 1 | 12:2  | 9    |
| 4.     | Rio Verde | 6    | 0 | 0 | 6 | 1:22  | 0    |

|  | Promotie naar Campeonato Goiano 2021 |
|  | Degradatie                           |

### Kampioen
| Campeonato Goiano de 2020 - Segunda Divisão |
| Goias                                       |
| ------------------------------------------- |
| JATAIENSE Kampioen (2° titel)               |